# Allen Bathurst (Lord Apsley)
Pour les articles homonymes, voir Allen Bathurst et Bathurst.
Allen Algernon Bathurst, né le 3 août 1895 et mort le 17 décembre 1942, est un homme politique britannique.

## Biographie
Il est le deuxième des quatre enfants, et premier fils, de Seymour Bathurst (7e comte Bathurst) et militaire de carrière. En tant que fils aîné d'un comte, il est reçoit le titre de courtoisie vicomte Apsley, ou plus simplement lord Apsley. Il est éduqué au collège d'Eton, comme beaucoup de garçons de la haute société, puis obtient un diplôme de licence du collège Christ Church de l'université d'Oxford. Il prend part à la Première Guerre mondiale, intégré au régiment de yeomanry des Royal Gloucestershire Hussars (en). Décoré de la Croix militaire en 1917, en 1918 il est promu capitaine et fait compagnon de l'ordre du Service distingué,.
Aux élections législatives de 1922, sous l'étiquette du Parti conservateur, il est élu député de la circonscription de Southampton à la Chambre des communes, ravissant ce siège au député national-libéral sortant et médaillé de bronze olympique William Dudley Ward. Il suit ainsi l'exemple familial : tous les barons Bathurst, à la seule exception de son père, avaient eux aussi siégé comme députés conservateurs aux communes avant de siéger à la Chambre des lords en tant que barons. Allen Bathurst, jeune élu de 27 ans, est nommé secrétaire parlementaire privé auprès du secrétaire parlementaire au département du Commerce international. Réélu aux élections anticipées de 1923 et de 1924, il conserve cette fonction jusqu'en 1924,,.
En 1924 il épouse Viola Meeking, dont il aura deux enfants. La même année, le couple part en Australie avec pour objectif de préparer un rapport pour le gouvernement britannique quant à la situation des émigrés britanniques pauvres en Australie. Ils se font passer eux-mêmes pour des migrants, s'installent dans l'Outback et partagent les conditions de vie et de travail des colons pauvres. Viola Bathurst (Lady Apsley) en rédige un compte-rendu sous la forme de littérature de voyage, co-signé par son mari et publié en 1926 avec le titre The Amateur Settlers (Les colons amateurs),,,,.
De 1925 à 1929 Allen Bathurst est secrétaire parlementaire privé auprès du ministre des Transports, Wilfrid Ashley. Il ne se représente pas aux élections de 1929, qui voient le Parti travailliste remporter la circonscription de Southampton. Aux élections de 1931 il est élu député de Bristol–centre. Il est nommé en 1936 secrétaire parlementaire privé auprès du ministre de la Coordination de la défense, Thomas Inskip. Ce ministère vient d'être créé par le Premier ministre Stanley Baldwin auquel Winston Churchill et d'autres reprochent de ne pas suffisamment réarmer le Royaume-Uni pour préparer le pays à une nouvelle guerre que provoqueront les puissances fascistes. La nomination de Thomas Inskip est jugée cynique, car il partage la volonté de Stanley Baldwin de ne pas « provoquer » l'Allemagne. Allen Bathurst, marqué par l'horreur de la Grande Guerre, aura pour priorité lui aussi d'aider à empêcher une nouvelle guerre mondiale,,.
En 1936 il est l'un des nombreux invités d'Adolf Hitler assistant au congrès de Nuremberg. Avec l'appui de son épouse viscéralement anticommuniste, Allen Bathurst participe à plusieurs réunions publiques au Royaume-Uni aux côtés de personnalités ouvertement fascistes. En avril 1939, soit « bien après la nuit de Cristal et l'invasion allemande de la Tchécoslovaquie », le couple organise des réunions publiques à Bristol en soutien à la politique d'apaisement que mène le Premier ministre Neville Chamberlain.
Promu major dans l'armée de réserve en novembre 1938, il participe à la Seconde Guerre mondiale dans le 1er bataillon des Royal Gloucestershire Hussars de la Royal Armoured Corps. Il y est promu lieutenant-colonel, et intégré en 1941 à la Légion arabe. Il meurt en décembre 1942, dans un accident d'avion de la Royal Air Force à Malte. Il est inhumé sur cette île dans un cimetière militaire. Son père meurt neuf mois plus tard, et c'est ainsi le fils aîné d'Allen Bathurst, Henry, qui devient le 8e comte Bathurst. La mort d'Allen Bathurst entraîne une élection partielle dans sa circonscription de Bristol-centre, remportée par sa veuve Viola ; conformément à l'union nationale en vigueur, les partis travailliste et libéral ne présentent pas de candidats contre elle,,,.
Allen Bathurst est l'un des cinquante-six parlementaires britanniques morts à la Seconde Guerre mondiale et commémorés par un vitrail au palais de Westminster.